# Cape Paryadin
Cape Paryadin är en udde i Sydgeorgien och Sydsandwichöarna (Storbritannien). Den ligger i den nordvästra delen av Sydgeorgien och Sydsandwichöarna. Cape Paryadin ligger på ön Bird Island.
Terrängen inåt land är kuperad österut, men söderut är den platt.  Det finns inga samhällen i närheten. 